# IK Aarhus
Der IK Aarhus ist ein dänischer Eishockeyklub aus Aarhus, der 2008 gegründet wurde. Die Mannschaft spielt in der 1. division. Die Mannschaft trägt ihre Heimspiele in der 2370 Zuschauer fassenden Aarhus Skøjtehal aus.

## Geschichte
Die Seniorenmannschaft des IK Aarhus tritt in der 1. division, der zweiten dänischen Spielklasse, an. In der Saison 2009/10 nahm die Mannschaft erstmals am nationalen Pokalwettbewerb teil, scheiterte jedoch bereits als Vierter und somit Letztplatzierter in der Vorrunde. In der Saison 2010/11 setzte sich die Mannschaft zunächst in der Qualifikation gegen Amager Ishockey durch, bevor man mit 1:5 an den Odense Bulldogs scheiterte.